# Seoul
Seoul (koreanska: 서울; IPA: [sʌ.ul] lyssna (fil)), på äldre svenska Söul, är huvudstaden i Sydkorea. Seoul är, förutom Sydkoreas största stad, också en av världens folkrikaste städer med nästan 10 miljoner invånare i staden och 25 miljoner invånare i hela storstadsregionen. Det inkluderar städerna Seoul och dess hamnstad Incheon samt omgivande satellitstäder i Gyeonggiprovinsen. Inom storstadsområdet bor cirka hälften av Sydkoreas befolkning.
Seoul är ett globalt finans-, teknologi- och kulturcentrum och brukar även räknas som en global stad. 2008 låg den på plats nio på listan över världens bästa finansstäder 2008. Många internationella företag, som LG, Samsung och Hyundai, har sina säten i Seoul. Det är världens femte dyraste stad att bo i och den näst dyraste i Asien. 1988 hölls här olympiska sommarspelen. Seoul var även en spelplats för fotbolls-VM 2002.

## Namn
Seoul har historiskt varit känt som först Wiryeseong (위례성; 慰禮城; Baekje), sedan Hanyang (한양; 漢陽) och slutligen Hanseong (한성; 漢城; Goryeo och Joseon). Under det japanska koloniala styret kallades Seoul för Keijō (京城), vilket betyder huvudstad.
Det nuvarande namnet, antaget 1945, kommer från det äldre koreanska namnet Seorabeol eller Seobeol (huvudstad), ett ord som ursprungligen syftade på Gyeongju, Sillas huvudstad.

### Kinesiskt namn
Till skillnad från de flesta ortnamn i Korea finns det inga hanja (kinesiska tecken) bakom namnet Seoul. I modern tid har man därför på kinesiska fortsatt kalla staden vid dess gamla namn Hànchéng (漢城, koreanska: Hanseong, staden vid floden Han). 1910-1945, när Korea lydde under Japan, var den officiella benämningen Keijō (京城), vilket även användes på frimärken, i företagsnamn och annat. I januari 2005 förklarade så stadens myndigheter att man fortsättningsvis ville bli benämnd Shǒu'ěr (首爾/首尔; koreanska: 수이, Su-i) på kinesiska. Det är en ljudmässig översättning och tecknet 首 (shǒu, huvud) kan också syfta på huvudstad. Denna förändring är dock endast avsedd för talare av kinesiska och har ingen inverkan på hur Seoul benämns på koreanska eller andra språk.

## Historia
Man tror att människor har funnits i området sedan Paleolitikum. De fanns främst längs Hanfloden. Arkeologiska undersökningar har visat att de har varit civiliserade sedan Neolitikum. I samband med att brons introducerades vid 700 f.Kr. började bebyggelsen sprida sig mot inlandet. Den första staden där Seoul nu ligger grundades år 18 f.Kr. av Baekje, som var ett av Koreas tre kungariken, som under perioden stred om kontrollen över Koreahalvön. Vid staden, som fick namnet Wiryeseong, utspelades det ofta strider kungadömena emellan, eftersom det var ett så strategiskt viktigt område. Vid år 392 fick Koguryo kontroll över staden. 551 fick en allians mellan Silla och Baekje kontroll. Snart fick Silla självt kontroll över staden, och snart även hela Koreahalvön. 1104, då Goryeodyanstin hade makten, byggdes det ett palats i staden. Även under den tiden hade området strategiskt betydelse, i och med närheten till Hanfloden.
1394, i början av Joseondynastyn, flyttades huvudstaden till Seoul. Det byggdes en mur runt staden för att skydda stadens invånare från vilda djur (som till exempel tigrar), tjuvar och attacker. Muren står inte längre kvar idag, förutom i bergen norr om staden. En del portar står dock fortfarande kvar vid Seouls downtown-distrikt.
I slutet av 1800-talet öppnades staden upp för utlänningar efter hundratals år av isolering och började moderniseras. Seoul blev först i Östasien med elektricitet, spårväg, vatten, telefon och telegraf, mycket beroende på handeln med USA. Till exempel var Seoul Electronic Company, Seoul Electric Trolley Company och Seoul Fresh Spring Water Company i amerikansk ägo. 1910 utsattes staden för Japans ockupation av Koreahalvön som skulle vara fram till 1945. Seoul blev kolonihuvudstad i Japanska Korea, som Korea kallades under ockupationen. Staden gick under namnet Gyeongseong under denna period. Japanese General Government Building, som revs mellan 1995 och 1996, blev sätet för den japanska koloniala regeringen. Efter andra världskriget och befrielsen 1945 antog staden sitt nuvarande namn, Seoul. När Sydkorea utropade sig som självständigt antogs Seoul som huvudstad.
1950 bröt Koreakriget ut, och staden kontrollerades av kinesiskt stödda Nordkorea och FN-stödda Sydkorea om vartannat. Under kriget utplånades staden nästan helt. En våg av flyktingar från norr ökade befolkningen till en uppskattad siffra på 2,5 miljoner människor.
Staden byggdes dock upp igen och växte snabbt, samtidigt som levnadsstandarden förbättrades under industrialiseringen och under den efterföljande snabba ekonomiska tillväxten i landet under 1960- och 1970-talet. Under en boom på 1980-talet började höga kontorsbyggnader och lägenheter växa fram. Föroreningar och trafikstockningar blev dock ett allvarligt problem då urbaniseringen ökade i snabbare takt och allt fler människor kom till stadsområdet. Trots att ett grönt bälte runt staden upprättades blev Seoul en av världens mest förorenade och överbefolkade städer.
Under 1990-talet byggdes ett antal historiska monument upp igen, däribland Gyeongbokgung. Staden var värd för olympiska sommarspelen 1988 och var också en av spelplatserna under VM i fotboll 2002.
2004 föreslog den sydkoreanska regeringen att byta huvudstad från Seoul till Gongju. Detta förslag mötte dock motstånd och frågan är ännu inte löst.

## Geografi

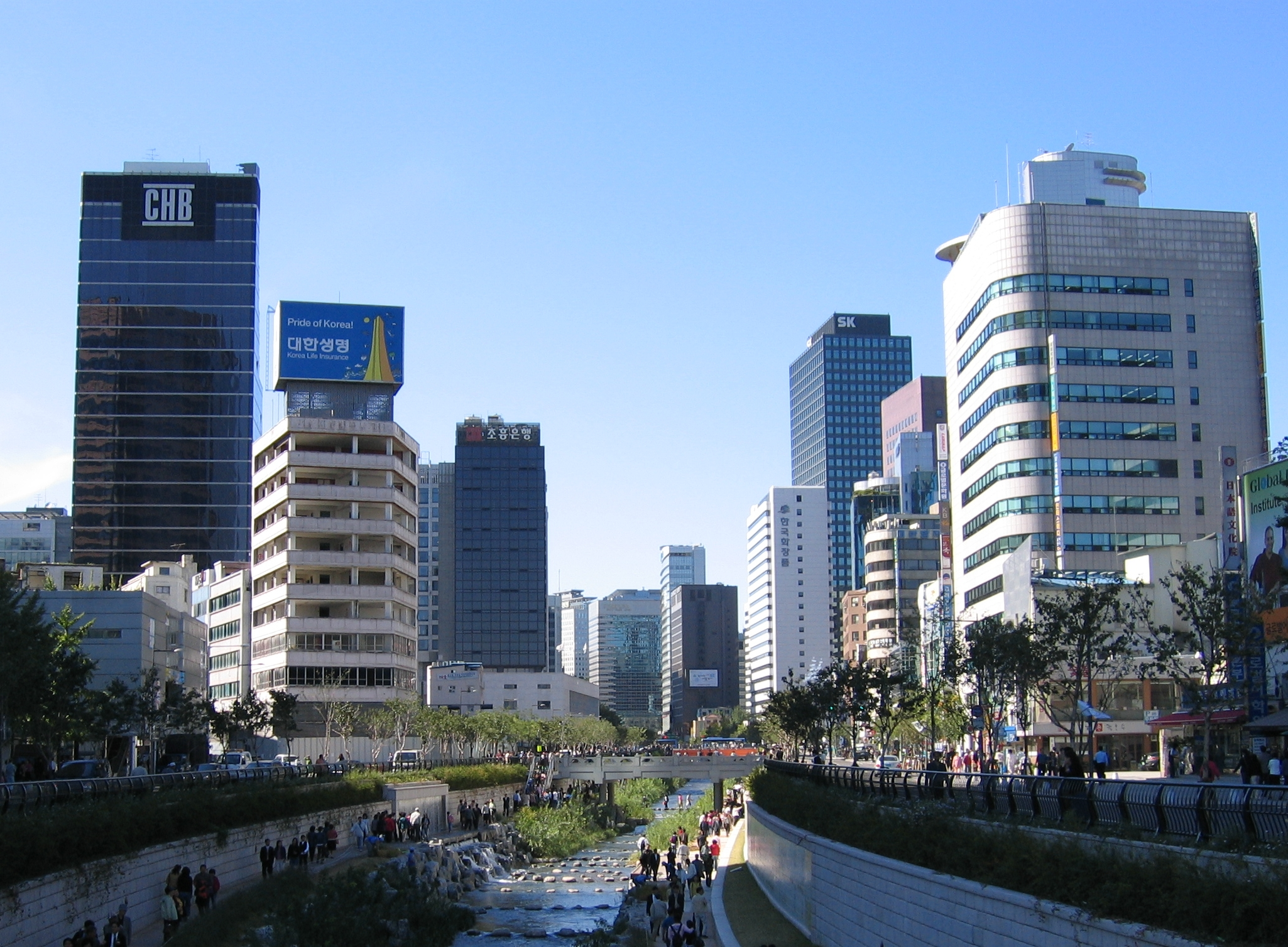
Floden Cheonggyecheon i centrala Seoul

Seoul är beläget i den nordvästra delen av Sydkorea, i en sänka vid Hanfloden som delar staden i två delar. Staden täcker en yta på 605 km² och är omgiven av berg. Området har historiskt varit omstritt då det ligger strategiskt beläget för handel med Kina. Seoul ligger fem mil från den demilitariserade zonen, vilket gör staden till ett möjligt mål för robotangrepp i händelse av krig med grannlandet Nordkorea.
I början av 2000-talet återställdes den uttorkade floden Cheonggyecheon som numera är ett populärt område för rekreation.

### Klimat
I staden råder ett fuktigt kontinentalt klimat, likt det i det övriga landet. Detta trots Sydkoreas lilla storlek och belägenhet, omgivet av vatten på tre sidor. Somrarna i Seoul är för det mesta varma och fuktiga, med monsun mellan juni och juli. Augusti är den varmaste månaden med en genomsnittstemperatur på mellan 22° och 30 °C. Vintrarna är oftast mycket kalla och något torrare. I januari ligger genomsnittstemperaturen på mellan -7° och 1 °C. Det brukar vara ungefär 28 dagar med snö per år.
|                                            | Jan  | Feb  | Mar  | Apr  | Maj   | Jun   | Jul   | Aug   | Sep   | Okt  | Nov  | Dec  |
| ------------------------------------------ | ---- | ---- | ---- | ---- | ----- | ----- | ----- | ----- | ----- | ---- | ---- | ---- |
| Normaldygnets maximitemperaturs medelvärde | 1,5  | 4,7  | 10,4 | 17,8 | 23    | 27,1  | 28,6  | 29,6  | 25,8  | 19,8 | 11,6 | 4,3  |
| Normaldygnets minimitemperaturs medelvärde | −5,9 | −3,4 | 1,6  | 7,8  | 13,2  | 18,2  | 21,9  | 22,4  | 17,2  | 10,3 | 3,2  | −3,2 |
|                                            |      |      |      |      |       |       |       |       |       |      |      |      |
| Nederbörd                                  | 20,8 | 25   | 47,2 | 64,5 | 105,9 | 133,2 | 394,7 | 364,2 | 169,3 | 51,8 | 52,5 | 21,5 |

| Diagram | temperaturer i °C • månadsnederbörd i mm | temperaturer i °C • månadsnederbörd i mm | temperaturer i °C • månadsnederbörd i mm | temperaturer i °C • månadsnederbörd i mm | temperaturer i °C • månadsnederbörd i mm | temperaturer i °C • månadsnederbörd i mm | temperaturer i °C • månadsnederbörd i mm | temperaturer i °C • månadsnederbörd i mm | temperaturer i °C • månadsnederbörd i mm | temperaturer i °C • månadsnederbörd i mm | temperaturer i °C • månadsnederbörd i mm | temperaturer i °C • månadsnederbörd i mm |
|         | 21 2 -6                                  | 25 5 -3                                  | 47 10 2                                  | 65 18 8                                  | 106 23 13                                | 133 27 18                                | 395 29 22                                | 364 30 22                                | 169 26 17                                | 52 20 10                                 | 53 12 3                                  | 22 4 -3                                  |

## Administrativ indelning

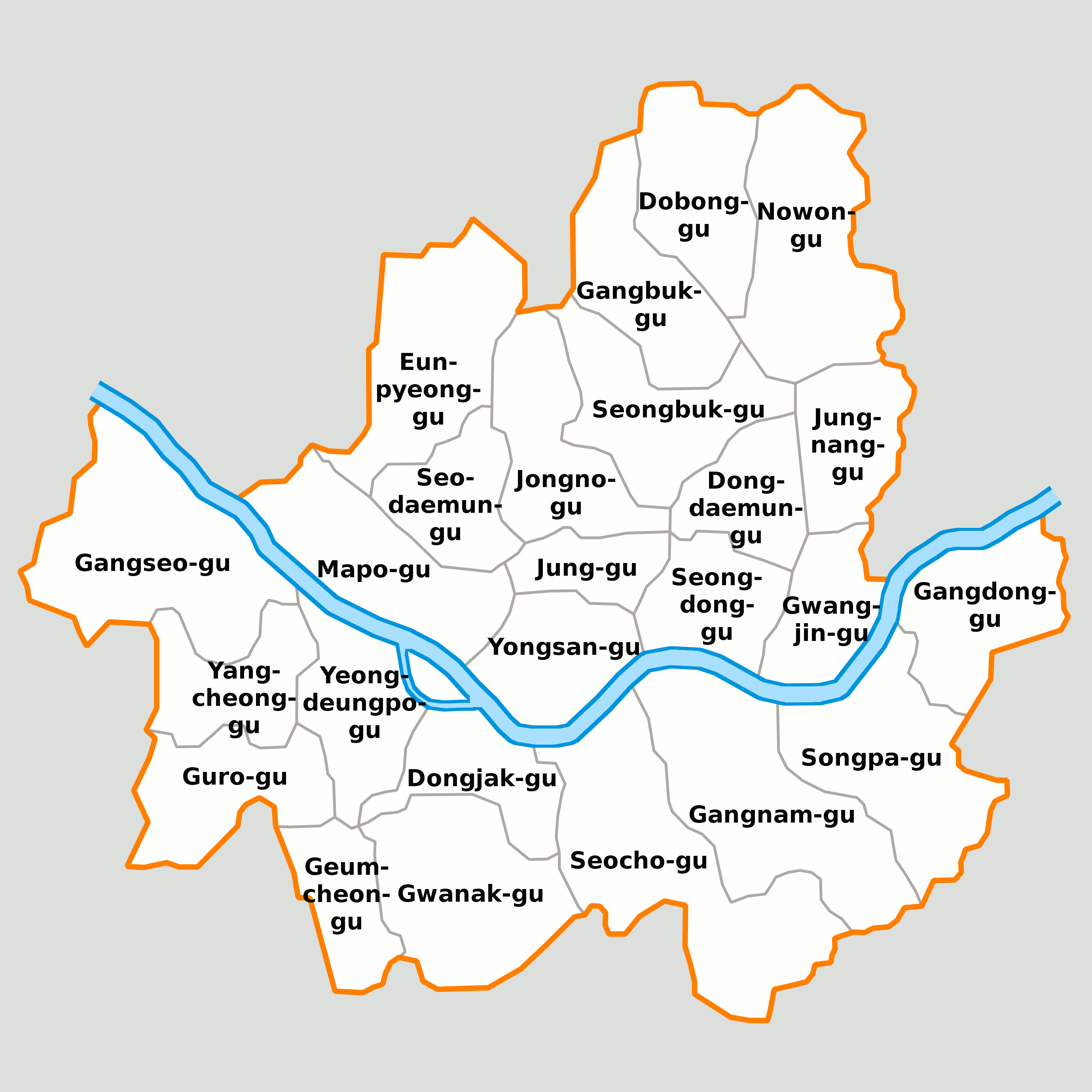
Seouls 25 distrikt

Seoul är Sydkoreas enda "särskild stad" (teukbyeolsi) och har samma status som Sydkoreas provinser.  Seoul är indelat i 25 stadsdistrikt(gu). Dessa har status som kommuner och har egna borgmästare och kommunfullmäktige. Stadsdistrikten varierar på en yta mellan 10 och 47 km² och en befolkning mellan 140 000 till 690 000 människor. Songpa är det mest befolkade och Seocho det största till ytan. Distrikten är sedan uppdelade i dong, som det finns 522 av totalt. De är sedan indelade i 13 787 mindre tong som också är indelade i 102 796 ban.

- Dobong-gu (도봉구; 道峰區)
- Dongdaemun-gu  (동대문구; 東大門區)
- Dongjak-gu  (동작구; 銅雀區)
- Eunpyeong-gu  (은평구; 恩平區)
- Gangbuk-gu  (강북구; 江北區)
- Gangdong-gu  (강동구; 江東區)
- Gangnam-gu  (강남구; 江南區)
- Gangseo-gu  (강서구; 江西區)
- Geumcheon-gu (금천구; 衿川區)
- Guro-gu  (구로구; 九老區)
- Gwanak-gu  (관악구; 冠岳區)
- Gwangjin-gu  (광진구; 廣津區)
- Jongno-gu  (종로구; 鍾路區)
- Jung-gu  (중구; 中區)
- Jungnang-gu  (중랑구; 中浪區)
- Mapo-gu  (마포구; 麻浦區)
- Nowon-gu  (노원구; 蘆原區)
- Seocho-gu  (서초구; 瑞草區)
- Seodaemun-gu  (서대문구; 西大門區)
- Seongbuk-gu  (성북구; 城北區)
- Seongdong-gu (성동구; 城東區)
- Songpa-gu  (송파구; 松坡區)
- Yangcheon-gu  (양천구; 陽川區)
- Yeongdeungpo-gu  (영등포구; 永登浦區)
- Yongsan-gu (용산구; 龍山區)

## Demografi
Befolkningen i Seoul är nästan uteslutande koreaner, med några kinesiska och japanska minoriteter. Utlänningar, som har ökat kraftigt den senaste tiden, upptar idag ungefär 2 procent, eller 255 749 (2009) av stadens invånare. De största religionerna i staden är kristendom och buddhism. Andra mindre är shamanism och konfucianism. Staden har vuxit kraftigt fram till 1998 då staden var nära 11 miljoner invånare, men en räkning gjord 2014 visade att för första gången på 25 år sjönk invånarantalet under 10 miljoner. Detta är till följd av stigande kostnader i boende, vilket har gjort att många har flyttat till närliggande städer som Incheon, och pendlar istället.

## Ekonomi
Seoul är en stor finansiell knutpunkt i Asien och några av världens största företag har sina huvudkvarter där. Med en BNP på över [?] miljarder bidrar staden med ungefär 21 procent av Sydkoreas BNP och är den fjärde största i Asien och en av de tjugo största i världen.
Många internationella banker har filialer i staden, som Citigroup, HSBC och Mizuho Financial Group. Seoul har också utmärkt sig som en stor shoppingstad. Dongdaemun-marknaden är den största marknaden i hela Sydkorea. Yongsangs elektroniska marknad är den största elektroniska marknaden i hela Asien. Namdaemun är den äldsta marknaden som är aktiv än idag, och även den största shoppingmarknaden i staden.

## Kommunikationer
Regionen har ett utbrett och välfungerande infrastrukturnät som drivs av ett stort antal olika aktörer, både statliga och privata. Det har ett gemensamt betalmedium kallat T-money som är ett värdekort man laddar som sedan kan användas i tunnelbanan/lokaltåg, buss, taxi och närbutiker som 7-Eleven. Kortet fungerar även på andra ställen i landet. Staden håller på att bygga ett gratis Wi-Fi-nät som ska täcka 10 430 parker, gator och andra offentliga platser; det beräknas vara klart 2015 och kosta 47,7 miljarder won.

### Flygplats
I Seoul finns två flygplatser: Gimpo Airport som bedriver mest inrikes flyg och Incheons internationella flygplats, som öppnade 2001 och tog över nästan all internationell flygtrafik från Gimpo.

### Tåg
Med tåg kan man nå alla större städer i Sydkorea. Med KTX kan man ta sig från Seoul till Busan på 2,5 timmar med en hastighet på över 300 km/h och denna håller på att utökas till den sydvästra delen av landet.
- Seoul Station, Yongsan: 

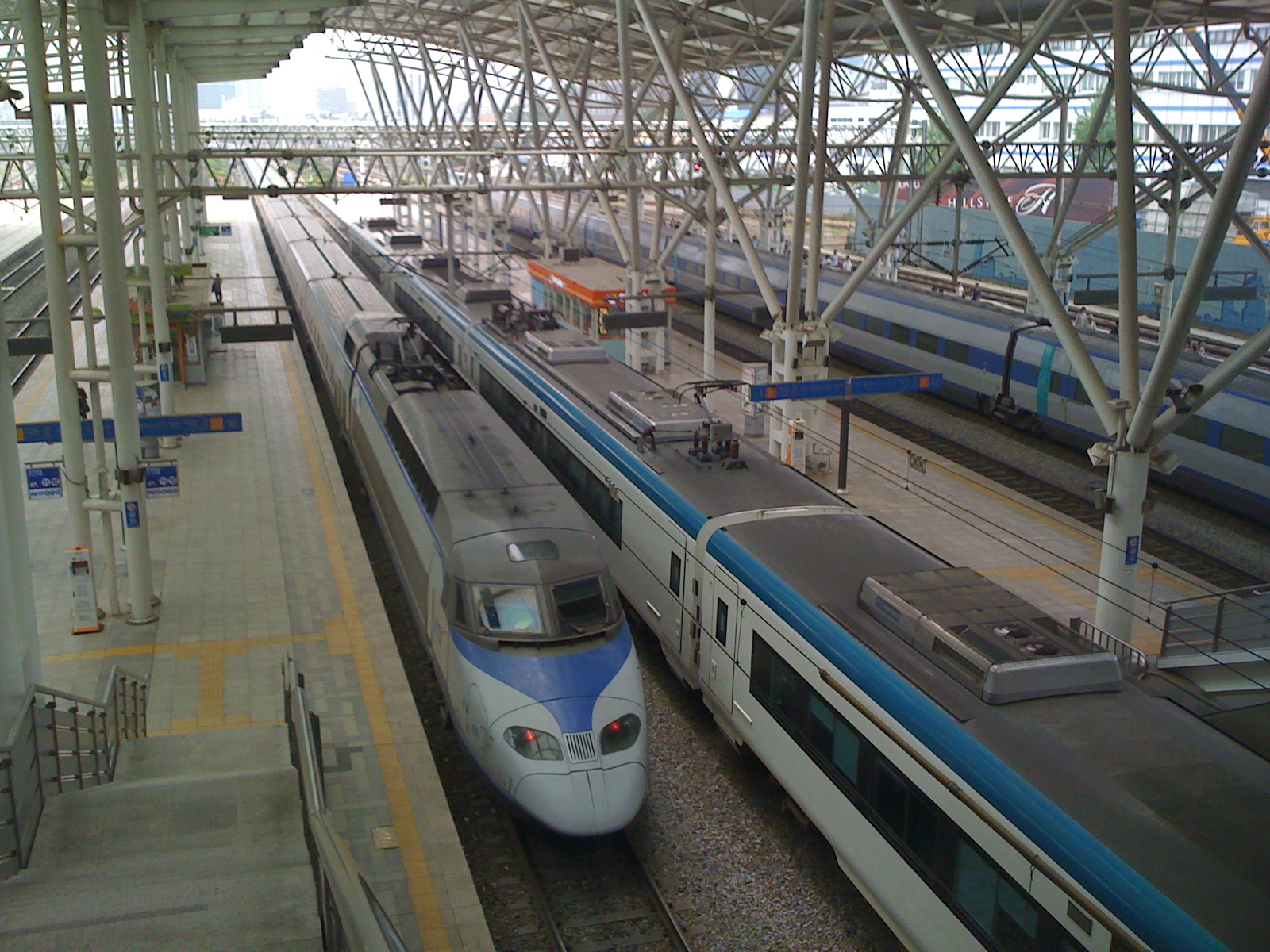

  1. Gyeongbu-linjen (KTX/Saemaul/Mugunghwa-ho)
  2. Gyeongui-linjen (Saemaul/Commuter)
- Yongsan Station, Yongsan:
  1. Honam-linjen (KTX/Saemaul/Mugunghwa)
  2. Jeolla/Janghang-linjerna (Saemaul/Mugunghwa)
- Yeongdeungpo Station, Yeongdeungpo: 
  1. Gyeongbu/Honam/Janghang-linjerna (Saemaul/Mugunghwa)

- Cheongnyangni Station, Dongdaemun: 
  1. Gyeongchun/Jungang/Yeongdong/Taebaek-linjerna (Mugunghwa)

### Tunnelbana

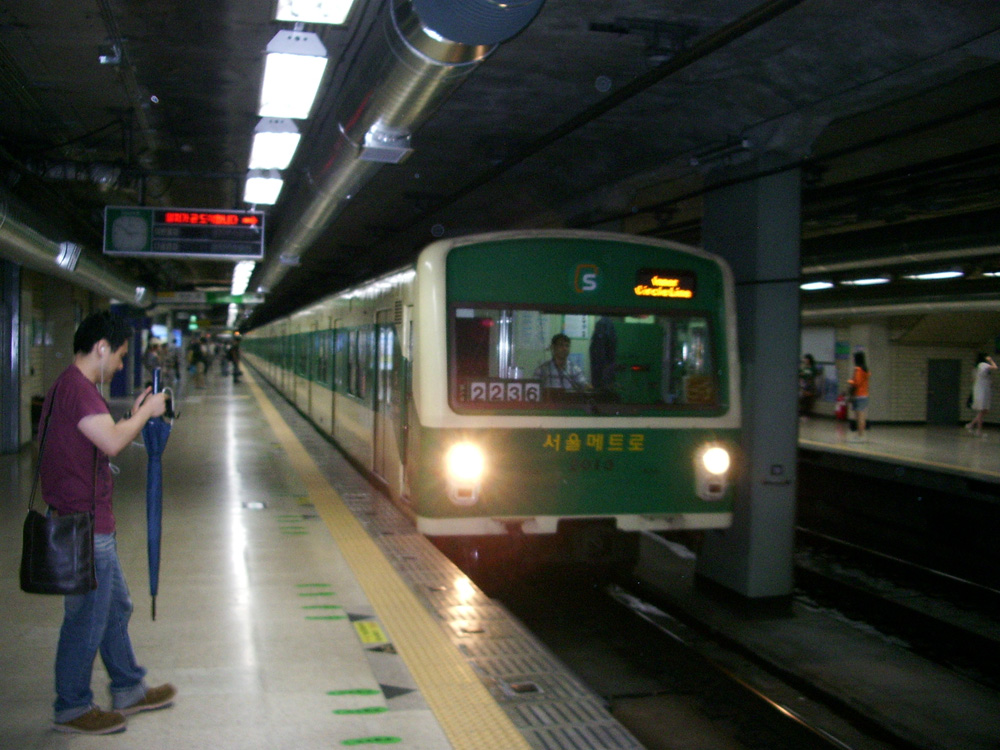

Seoul har ett av världens största tunnelbanesystem som täcker staden och de omkringliggande områdena, med 9 miljoner passagerare om dagen på 19 olika linjer. Systemet drivs både av statliga och privata aktörer.

### Buss

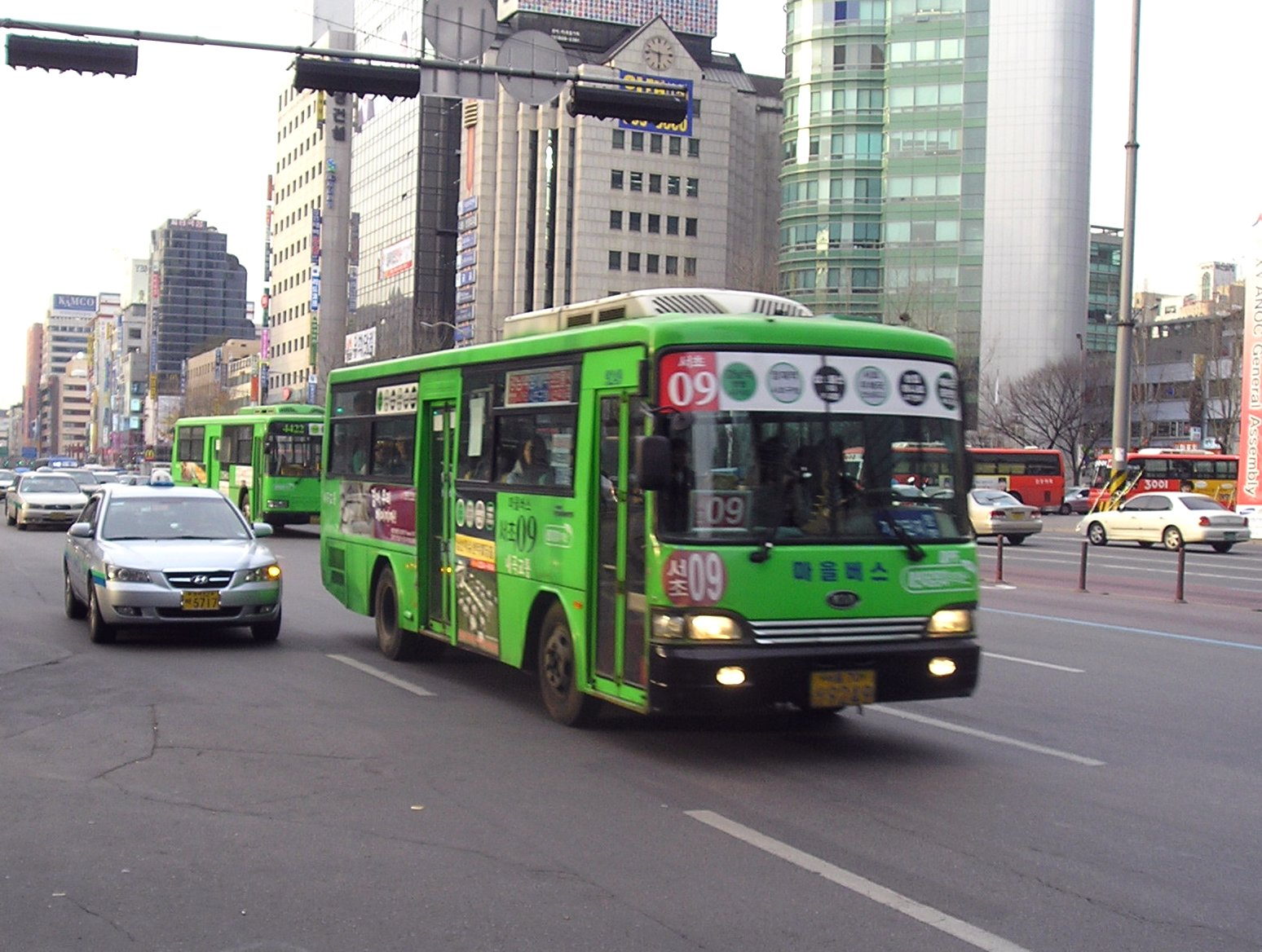

Busstrafiken drivs av lokala myndigheter i sina respektive områden med större bussterminaler i staden för vidaretransport till andra städer.

## Utbildning

### Universitet
I Seoul finns en rad av Sydkoreas mest prestigefyllda universitet.
- University of Seoul
- Korea University
- Yonsei University
- Chung-Ang University
- Dongguk University
- Ewha Womans University

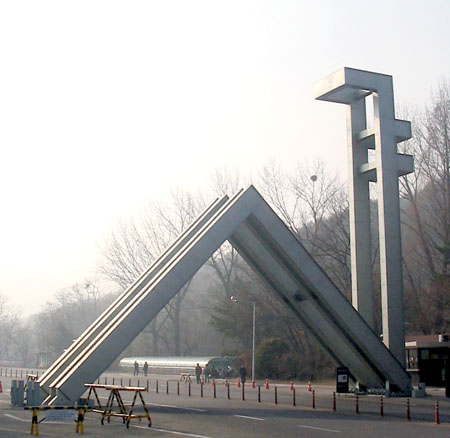

- Hankuk University of Foreign Studies
- Hanyang University
- Hongik University
- Kookmin University
- Konkuk University
- Kyung Hee University
- Sejong University
- Seoul National University
- Seoul National University of Education
- Sogang University
- Soongsil University
- Sungkyunkwan University

### Grundskola
Seoul har ett antal specialskolor med spetsfokus på områden som utländska språk. Staden driver 235 universitetsförberedande skolor och 337 grundskolor.

## Sport
Seoul har genom åren varit värd för många sportarrangemang, till exempel Asiatiska spelen 1986, Olympiska sommarspelen 1988, Paralympiska sommarspelen 1988 och VM i fotboll 2002. Sydkoreas nationalsport taekwondo är mycket populär i staden, där World Taekwondo Federation även har sitt säte. En annan populär sport är fotboll. FC Seoul, som spelar i K-League, härstammar från Seoul.